# Chiến tranh Bóng đá
Chiến tranh Bóng đá (tiếng Tây Ban Nha: La guerra del fútbol) hay còn gọi là  chiến tranh 100 giờ vì đó là thời gian của cuộc chiến là một cuộc chiến ngắn nổ ra giữa El Salvador và Honduras vào năm 1969. Nguyên nhân thực chất là từ kinh tế, cụ thể là vấn đề người nhập cư từ El Salvador tới Honduras. Những căng thẳng này giữa hai quốc gia đã diễn ra trùng vào vòng loại thứ hai giải vô địch bóng đá thế giới 1970 tại Mexico. Liên tiếp các cuộc trả đũa lẫn nhau tại San Salvador và Tegucigalpa, thậm chí cả Mexico City cũng ảnh hưởng, chính quyền El Salvador quá tức giận trước hành động sỉ nhục người nhập cư tại Honduras và khi lên đỉnh điểm thì chính quyền El Salvador tuyên bố chiến tranh với Honduras. Chiến tranh bắt đầu vào ngày 14 tháng 7 năm 1969, khi quân đội El Salvador tấn công Honduras. Tổ chức các quốc gia châu Mỹ đã điều đình một hiệp định ngừng bắn vào tối ngày 18 tháng 7 (do đó gọi là "cuộc chiến 100 giờ") có hiệu lực hoàn toàn vào ngày 20 tháng 7. Quân đội Salvador rút lui vào đầu tháng 8.
Mười một năm sau, ngày 30 tháng 10 năm 1980, hai quốc gia đã ký một hiệp ước hòa bình. và đồng ý phân định tranh chấp biên giới trên vịnh Fonseca và năm đoạn biên giới trên đất liền thông qua Tòa án Công lý Quốc tế. Năm 1992, Tòa án trao phần lớn lãnh thổ tranh chấp cho Honduras, và năm 1998, Honduras và El Salvador ký kết một hiệp ước phân định biên giới để thực thi các điều khoản mà Tòa án Công lý Quốc tế đưa ra. Tổng diện tích lãnh thổ mà Honduras nhận từ El Salvado sau khi thi hành bản án là khoảng 374,5 km2 (145 dặm vuông Anh). Tính đến đầu năm 2006, việc phân định biên giới vẫn chưa hoàn thành nhưng Honduras và El Salvador vẫn duy trì mối quan hệ ngoại giao và thương mại bình thường.